# Thiofosforylchloride
Thiofosforylchloride of fosforsulfochloride is een anorganische verbinding met als brutoformule PSCl3. De stof komt voor als een heldere, kleurloze vloeistof met een prikkelende geur.

## Synthese
Thiofosforylchloride wordt bereid door de reactie van fosfortrichloride met een overmaat zwavel:
{\displaystyle {\ce {PCl3 + S -> PSCl3}}}
De reactie gaat zonder katalysator door bij ca. 180 °C. Met een katalysator kan de reactietemperatuur verlaagd worden tot ongeveer 120 °C. Er zijn verschillende katalysatoren bekend, onder meer geactiveerd koolstof, aluminium of aluminiumlegeringen, of een tertiair amine. Thiofosforylchloride kan uit het reactieproduct afgescheiden worden door destillatie.
Een alternatieve methode is de reactie tussen fosforpentachloride en fosforpentasulfide:
{\displaystyle {\ce {3 PCl5 + P2S5 -> 5 PSCl3}}}

## Toepassingen
Thiofosforylchloride wordt in de chemische industrie gebruikt als reagens in chlorerings- en thiofosforyleringsreacties, onder andere met alcoholen of amines. De reactie met ethanol bijvoorbeeld, resulteert in di-ethylthiofosforylchloride:
{\displaystyle {\ce {PCl3 + 2 C2H5OH -> (C2H5O)2PSCl + 2 HCl}}}
In het bijzonder wordt thiofosforylchloride gebruikt bij de synthese van thiofosfaatesters zoals parathion die toepassing vinden als insecticide.

## Eigenschappen
Thiofosforylchloride is oplosbaar in koolstofdisulfide en in aromatische, alifatische en gehalogeneerde koolwaterstoffen. In water reageert het hevig met vorming van waterstofchloride, waterstofsulfide en fosforzuur.